# Демиург
Демиургът (на гръцки: δήμος, „народ“ и на гръцки: ἔργον, „дело“ – буквално „народно дело“, с епитети „майстор, изобретател, творец“) според древногръцката митология е създател, архитект, майстор на Вселената. В Древна Гърция с термина Демиург се означава и занаятчийското съсловие. Впоследствие с названието Демиург започнало да се обозначава съзидателното, творческото начало при/със сътворението на Вселената. В този смисъл на понятието за Демиург, първи го употребява Платон.
Насетне понятието навлиза в християнската теология като означение на Бог Създател (Светия Дух – виж Света Троица). Според исляма Аллах е създател на нашия материален свят и на всички светове. В деизма демиургът (Бог) е създал света и му е дал природните, физичните и естествените закони за развитието на обществото, а след това не се меси в управлението на света.
Понятието за демиурга от древногръцката философия навлиза в космогонията, религията, теософията, фантастиката (Станислав Лем).
В литературата и изкуството демиургът е носител на музата.
Според митологията и дуалистичните религии (маздеизъм, манихейство и християнство) и секти (павликяни, богомили, катари), антипод на Демиурга е богоборството. Понякога в митологията и религията демиургът действа като асистент на твореца – примерно Бог Отец и Бог Син. Друг път, действа като мошеник и паднал ангел (Сатана), за да изпробва силата на вярата у хората в него, волята им за живот, и разумната им промисъл и способност да го разпознаят и идентифицират.